# Eugen Albrecht (Mediziner)

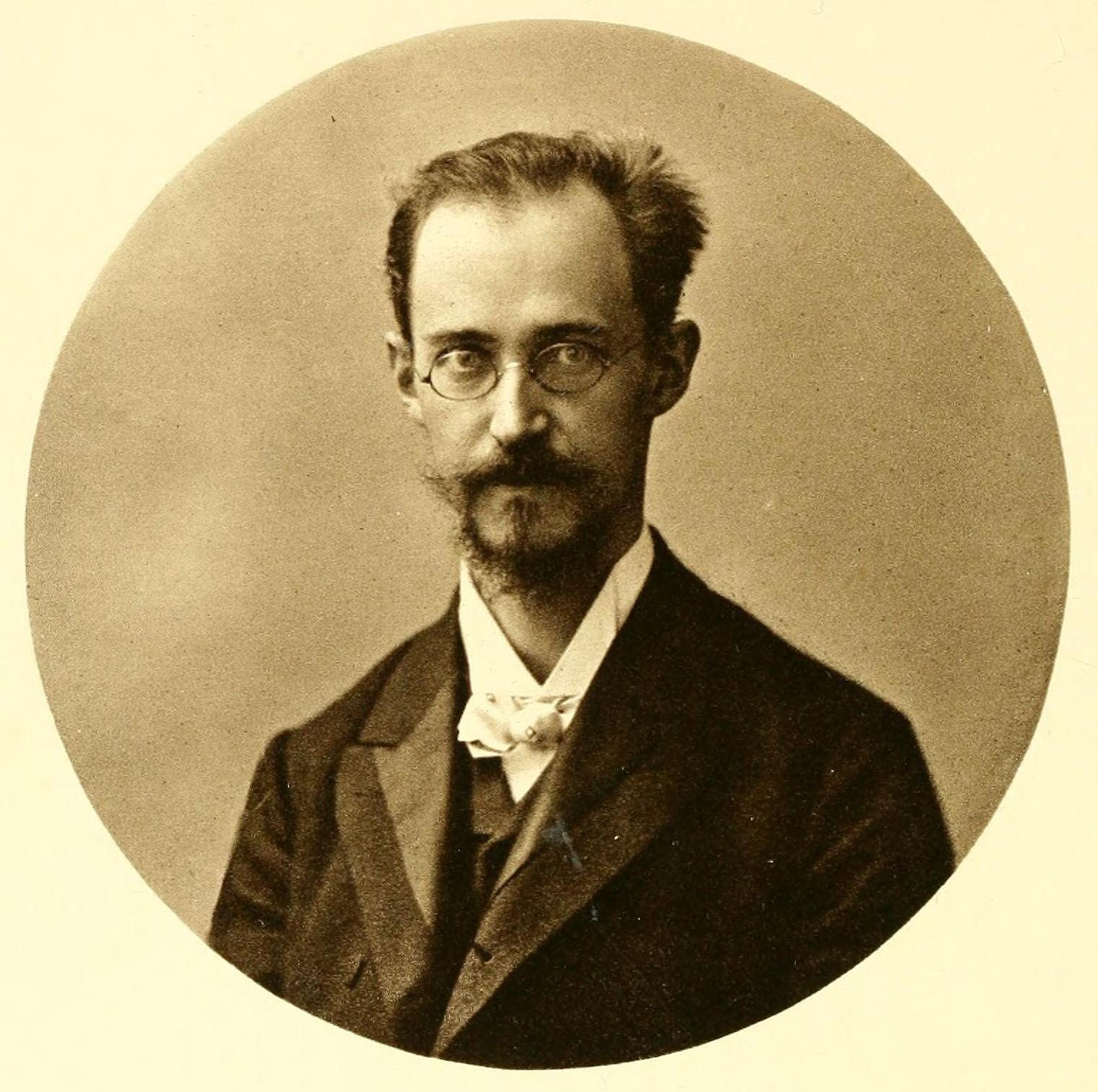
Eugen Albrecht

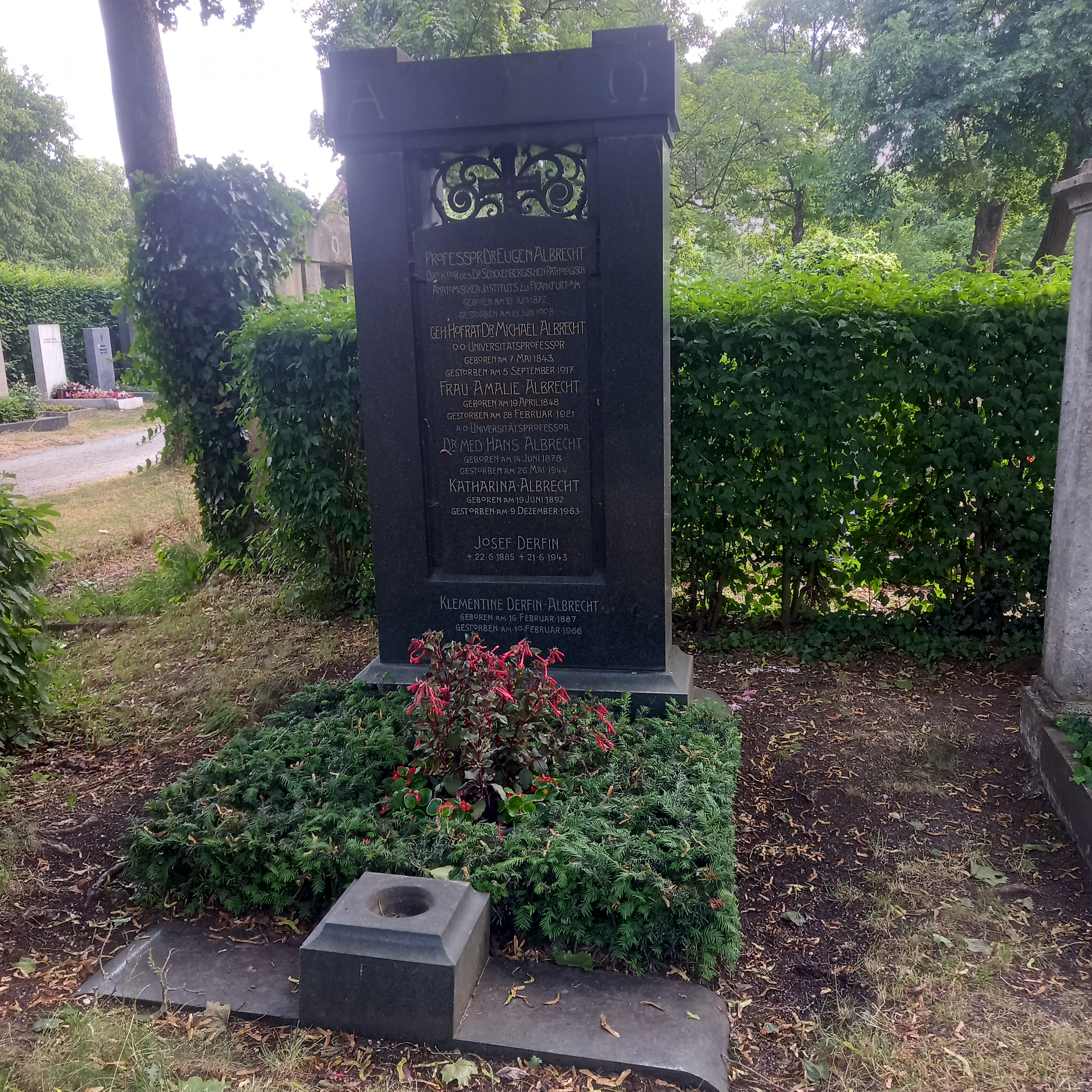
Das Grab von Eugen Albrecht im Familiengrab auf dem Nordfriedhof (München)

Eugen Albrecht (* 21. Juni 1872 in Sonthofen; † 18. Juni 1908 in Frankfurt a. M.) war ein deutscher Mediziner, Hochschullehrer und Dichter.

## Leben
Albrecht war der Sohn des Direktors der Tierärztlichen Hochschule in München, Dr. Michael Albrecht. Er studierte in München und Halle a.S. Philosophie, Philologie, Pathologie und Medizin und wurde 1895 in Halle promoviert. Dort war er anschließend bis 1897 als Assistent am Pathologischen Institut tätig. Nach einer Station in Neapel wurde er zum 1. April 1900 zum ersten hauptamtlichen Prosektor des Krankenhauses rechts der Isar in München anschlossen, wo er den Bau eines speziell für Leichenöffnungen und -untersuchungen errichteten Gebäudes begleitete. Bereits 1904 folgte Albrecht dem Ruf auf den Posten des Direktors der neu gegründeten Pathologischen Anatomie am Senckenbergischen Institut in Frankfurt. 1906 wurde Albrecht zum Professor ernannt.
Albrecht starb im Alter von knapp 36 Jahren an einem Lungenleiden.
1910 erschien von Eugen Albrecht posthum im Verlag von Joseph Friedrich Bergmann in Wiesbaden der Band Gedichte und Gedanken. Das Buch wurde zwei Jahre später noch in einer zweiten Auflage gedruckt.

## Schriften (Auswahl)
- Vorfragen der Biologie. Bergmann, Wiesbaden 1899.
- (Mitarb.): Beiträge zur pathologischen Anatomie: Herrn Obermedizinalrat Professor Dr. Otto Bollinger zur Feier seines 60. Geburtstages gewidmet. Bergmann, Wiesbaden 1903.
- Gedichte und Gedanken. Bergmann, Wiesbaden 1910.